# Кверидо, Марджори
Ма́рджори Квери́до (нидерл. Marjorie Querido) — нидерландская кёрлингистка.
В составе женской сборной Нидерландов участник чемпионата мира 1986 (заняли десятое место) и чемпионата Европы 1985 (заняли одиннадцатое место).
Играла на позиции первого.

## Команды
| Сезон   | Четвёртый        | Третий          | Второй           | Первый           | Запасной            | Турниры            |
| ------- | ---------------- | --------------- | ---------------- | ---------------- | ------------------- | ------------------ |
| 1985—86 | Лаура ван Имхофф | Gerrie Veening  | Марджори Кверидо | Йенни Бовенсхен  | тренер: Даррелл Элл | ЧЕ 1985 (11 место) |
| 1985—86 | Лаура ван Имхофф | Элизабет Венинг | Йенни Бовенсхен  | Марджори Кверидо |                     | ЧМ 1986 (10 место) |

(скипы выделены полужирным шрифтом)